# Larry Carberry
Lawrence "Larry" James Carberry (Liverpool, 18 januari 1936 – 26 juni 2015) was een Engels voetballer.
Carberry begon met voetballen bij teams van de Britse landmacht. In 1956 werd hij opgemerkt door Alf Ramsey, trainer van de toenmalige derdeklasser Ipswich Town FC. Hij sloot zich aan bij deze club en dwong in vijf jaar tijd twee keer promotie af. In 1961/62 werd Carberry landskampioen met Ipswich, dat toen slechts het eerste seizoen uit zijn bestaan in de Football League First Division speelde. Tijdens zijn verblijf van tien seizoenen bij deze club speelde hij meer dan 250 wedstrijden, om uiteindelijk naar Barrow FC te trekken. Hij beëindigde zijn voetbalcarrière als speler-trainer bij de club uit zijn woonplaats Burscough FC.
Zijn kleinzoon Adam Blakeman is ook actief in het professionele voetbal.